# Nguyễn Thị Muôn

Nguyễn Thị Muôn (sinh ngày 7 tháng 10 năm 1988) là một cầu thủ bóng đá nữ người Việt Nam từng chơi cho câu lạc bộ Hà Nội I. Cô từng chơi ở vị trí tiền vệ.

## Bàn thắng quốc tế
| #   | Ngày                 | Địa điểm                                                                        | Đối thủ     | Tỷ số | Kết quả | Giải đấu                                |
| --- | -------------------- | ------------------------------------------------------------------------------- | ----------- | ----- | ------- | --------------------------------------- |
| 1.  | 8 tháng 7 năm 2009   | Trung tâm Thể thao Thành Long, Thành phố Hồ Chí Minh, Việt Nam                  | Hồng Kông   | 7–0   | 7–0     | Vòng loại Cúp bóng đá nữ châu Á 2010    |
| 2.  | 17 tháng 10 năm 2009 | Sân vận động Cửa Ông, Cẩm Phả, Việt Nam                                         | Lào         | 1–0   | 5–0     | Giao hữu                                |
| 3.  | 6 tháng 12 năm 2009  | Sân vận động Trung tâm của Trường Đại học Quốc gia Lào, Viêng Chăn, Lào         | Malaysia    | 2–0   | 8–0     | Đại hội Thể thao Đông Nam Á 2009        |
| 4.  | 6 tháng 12 năm 2009  | Sân vận động Trung tâm của Trường Đại học Quốc gia Lào, Viêng Chăn, Lào         | Malaysia    | 6–0   | 8–0     | Đại hội Thể thao Đông Nam Á 2009        |
| 5.  | 11 tháng 12 năm 2009 | Sân vận động Trung tâm của Trường Đại học Quốc gia Lào, Viêng Chăn, Lào         | Thái Lan    | 1–0   | 2–2     | Đại hội Thể thao Đông Nam Á 2009        |
| 6.  | 14 tháng 11 năm 2010 | Sân vận động Trung tâm Siêu giáo dục bậc cao Quảng Châu, Quảng Châu, Trung Quốc | Hàn Quốc    | 1–0   | 1–6     | Đại hội Thể thao châu Á 2010            |
| 7.  | 18 tháng 11 năm 2010 | Trung tâm Thể thao Hoàng Bộ, Quảng Châu, Trung Quốc                             | Jordan      | 2–0   | 3–0     | Đại hội Thể thao châu Á 2010            |
| 8.  | 22 tháng 5 năm 2013  | Sân vận động Quốc gia Bahrain, Riffa, Bahrain                                   | Bahrain     | 4–0   | 8–0     | Vòng loại Cúp bóng đá nữ châu Á 2014    |
| 9.  | 22 tháng 5 năm 2013  | Sân vận động Quốc gia Bahrain, Riffa, Bahrain                                   | Bahrain     | 6–0   | 8–0     | Vòng loại Cúp bóng đá nữ châu Á 2014    |
| 10. | 22 tháng 5 năm 2013  | Sân vận động Quốc gia Bahrain, Riffa, Bahrain                                   | Bahrain     | 8–0   | 8–0     | Vòng loại Cúp bóng đá nữ châu Á 2014    |
| 11. | 24 tháng 5 năm 2013  | Sân vận động Quốc gia Bahrain, Riffa, Bahrain                                   | Kyrgyzstan  | 7–0   | 12–0    | Vòng loại Cúp bóng đá nữ châu Á 2014    |
| 12. | 15 tháng 9 năm 2013  | Sân vận động Thuwunna, Yangon, Myanmar                                          | Jordan      | 4–0   | 4–0     | Giải vô địch bóng đá nữ Đông Nam Á 2013 |
| 13. | 14 tháng 5 năm 2014  | Thống Nhất Stadium, Thành phố Hồ Chí Minh, Việt Nam                             | Jordan      | 1–0   | 3–1     | Cúp bóng đá nữ châu Á 2014              |
| 14. | 26 tháng 7 năm 2016  | Sân vận động Mandalarthiri, Mandalay, Myanmar                                   | Singapore   | 3–0   | 14–0    | Giải vô địch bóng đá nữ Đông Nam Á 2016 |
| 15. | 26 tháng 7 năm 2016  | Sân vận động Mandalarthiri, Mandalay, Myanmar                                   | Singapore   | 7–0   | 14–0    | Giải vô địch bóng đá nữ Đông Nam Á 2016 |
| 16. | 26 tháng 7 năm 2016  | Sân vận động Mandalarthiri, Mandalay, Myanmar                                   | Singapore   | 8–0   | 14–0    | Giải vô địch bóng đá nữ Đông Nam Á 2016 |
| 17. | 26 tháng 7 năm 2016  | Sân vận động Mandalarthiri, Mandalay, Myanmar                                   | Singapore   | 10–0  | 14–0    | Giải vô địch bóng đá nữ Đông Nam Á 2016 |
| 18. | 26 tháng 7 năm 2016  | Sân vận động Mandalarthiri, Mandalay, Myanmar                                   | Singapore   | 11–0  | 14–0    | Giải vô địch bóng đá nữ Đông Nam Á 2016 |
| 19. | 26 tháng 7 năm 2016  | Sân vận động Mandalarthiri, Mandalay, Myanmar                                   | Singapore   | 12–0  | 14–0    | Giải vô địch bóng đá nữ Đông Nam Á 2016 |
| 20. | 5 tháng 4 năm 2017   | Trung tâm Đào tạo Bóng đá trẻ Việt Nam (VYF), Hà Nội, Việt Nam                  | Syria       | 9–0   | 11–0    | Vòng loại Cúp bóng đá nữ châu Á 2018    |
| 21. | 17 tháng 8 năm 2017  | Sân vận động UM Arena, Kuala Lumpur, Malaysia                                   | Philippines | 3–0   | 3–0     | Đại hội Thể thao Đông Nam Á 2017        |
| 22. | 24 tháng 8 năm 2017  | Sân vận động UiTM, Shah Alam, Malaysia                                          | Malaysia    | 3–0   | 6–0     | Đại hội Thể thao Đông Nam Á 2017        |
| 23. | 24 tháng 8 năm 2017  | Sân vận động UiTM, Shah Alam, Malaysia                                          | Malaysia    | 5–0   | 6–0     | Đại hội Thể thao Đông Nam Á 2017        |